# X-COM: Alliance
X-COM: Alliance — отменённая компьютерная игра серии X-COM. Игру разрабатывали три разных коллектива внутри компании Microprose (сначала дочерняя студия Spectrum Holobyte, позднее Hasbro Interactive, а потом разработка была передана Infogrames Entertainment) в период между 1995 и 2002. Игра имела рабочее название X-COM 4 (позднее Х COM-5), её кодовым названием было Fox Force Five, выбранное с целью избежать возможной утечки медиа. Игроку предоставлялась роль командира военизированной научной миссии, затерявшейся в космическом пространстве во время событий X-COM: Terror From The Deep.
В отличие от других игр серии X-COM, которые представляли собой преимущественно игры стратегического жанра, Alliance — шутер от первого лица. Он был описан как имеющий «элементы стратегической игры, квеста и RPG». После официального анонса, состоявшегося в 1998 году, выпуск игры был запланирован на первую половину 1999 года, однако неоднократно откладывался и был окончательно отменен в 2002 году.

## Игровой процесс
Геймплей  X-COM: Alliance  подчеркивает тактическое управление командой. Игрок должен собирать отряды и вместе с ними проходить через множество сюжетных миссий, в каждой из которых перед ними будут стоять различные цели. В каждом отряде может находиться одновременно до четырёх членов — солдаты, ученые, инженеры, а позднее и дружественные инопланетяне. Каждый член отряда обладает различными навыками и имеет собственные уникальные способности, личность, голос и собственную модель поведения, которая не повторялась ни у одного персонажа в игре, заставляя всех персонажей на одни и те же события реагировать совершенно по-разному. Боевая эффективность персонажа, речь и движения опирались на его эмоциональное состояние, на котором сказывались различные личностные качества, окружение, параметры усталости и морали.
Для игры был запланирован большой элемент научных исследований. Кроме синглплеерной кампании, для игры разрабатывался мультиплеер, включавший в себя режимы кооперативного прохождения, режим захвата флага и классический deathmatch.

## Сюжет
События игры происходят в 2062 году (спустя 22 года после событий игры X-COM: Terror from the Deep и за пять лет до X-COM: Interceptor), когда исследовательское судно UGS Patton с командой из лучших ученых и инженеров и командой солдат X-COM путешествует по поверхности Марса, неподалеку от инопланетной базы в районе Кидонии, с целью обнаружения инопланетных артефактов и элериумных месторождений. В какой-то момент Patton проходит через скрытую червоточину и оказывается на расстоянии 60 световых лет от Земли, обнаружив, что переместились на родину инопланетных захватчиков, втянутых в войну с загадочной расой Ascidian. Команда Patton присоединяется к Ascidian, и вместе они создают военный Альянс, что отражено в названии игры. Также для игры было запланировано ещё восемь инопланетных рас.

## Разработка
Первоначальная концепция игры была задумана в 1995 году. Разработка игры стартовала в 1996 году в британской офисе Microprose, команду возглавляли разработчики оригинальной Terror from the Deep продюсер Stuart Whyte и геймдизайнер Andrew G. Williams, которые также работали вместе над портами первых двух игр серии X-COM на платформы Amiga и PlayStation. Уильямс также был одновременно сопродюсером игры X-COM: Apocalypse. Отчасти разработчики игры вдохновились идеей камер на шлемах из игры Colonial Marines по мотивам фильма «Чужие».
Использование таких камер присутствовало в игре 1993 года Hired Guns, в разработке которой принимал участие Scott Johnston, программист из оригинальной команды разработчиков X-COM: Alliance. По словам Whyte, мультиплеер игры сохранял черты синглплеера — один из игроков назначался лидером отряда и руководил другими игроками. Для X-COM: Alliance был взят за основу игровой движок Unreal Engine. Среди запланированных особенностей игры были ключевые черты серии X-COM, в том числе деформируемое и разрушаемое окружение. Позднее схожая концепция была применена в игре Red Faction.